# Pseudamycus himalaya
Pseudamycus himalaya là một loài nhện trong họ Salticidae.
Loài này thuộc chi Pseudamycus. Pseudamycus himalaya được Benoy Krishna Tikader miêu tả năm 1967.